# Her Dad the Constable
Her Dad the Constable è un cortometraggio muto del 1911 diretto da R.F. Baker.

## Produzione
Il film fu prodotto dalla Essanay Film Manufacturing Company.

## Distribuzione
Distribuito dalla General Film Company, il film uscì nelle sale cinematografiche USA il 18 luglio 1911 in split reel, insieme al cortometraggio God's Inn by the Sea.